# Miroslav (Kroatien)
Miroslav († 949) war von 945 bis zu seinem Tod der König des mittelalterlichen Kroatien.

## Leben
Er war der ältere Sohn und Nachfolger Krešimirs I. Nach dem Bericht von Konstantin VII. wurde Miroslav von durch den einflussreichen Ban Pribina gestürzt und getötet um dessen Bruder Mihajlo Krešimir II. zum König zu machen.